# Tivolibergets luftvärnsställning

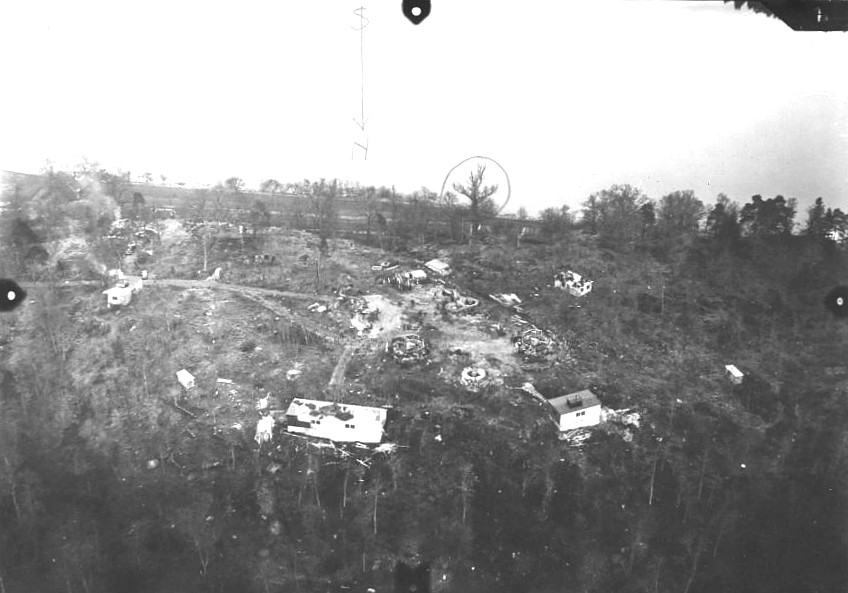
Luftvärnsställningen, flygfoto 1942.

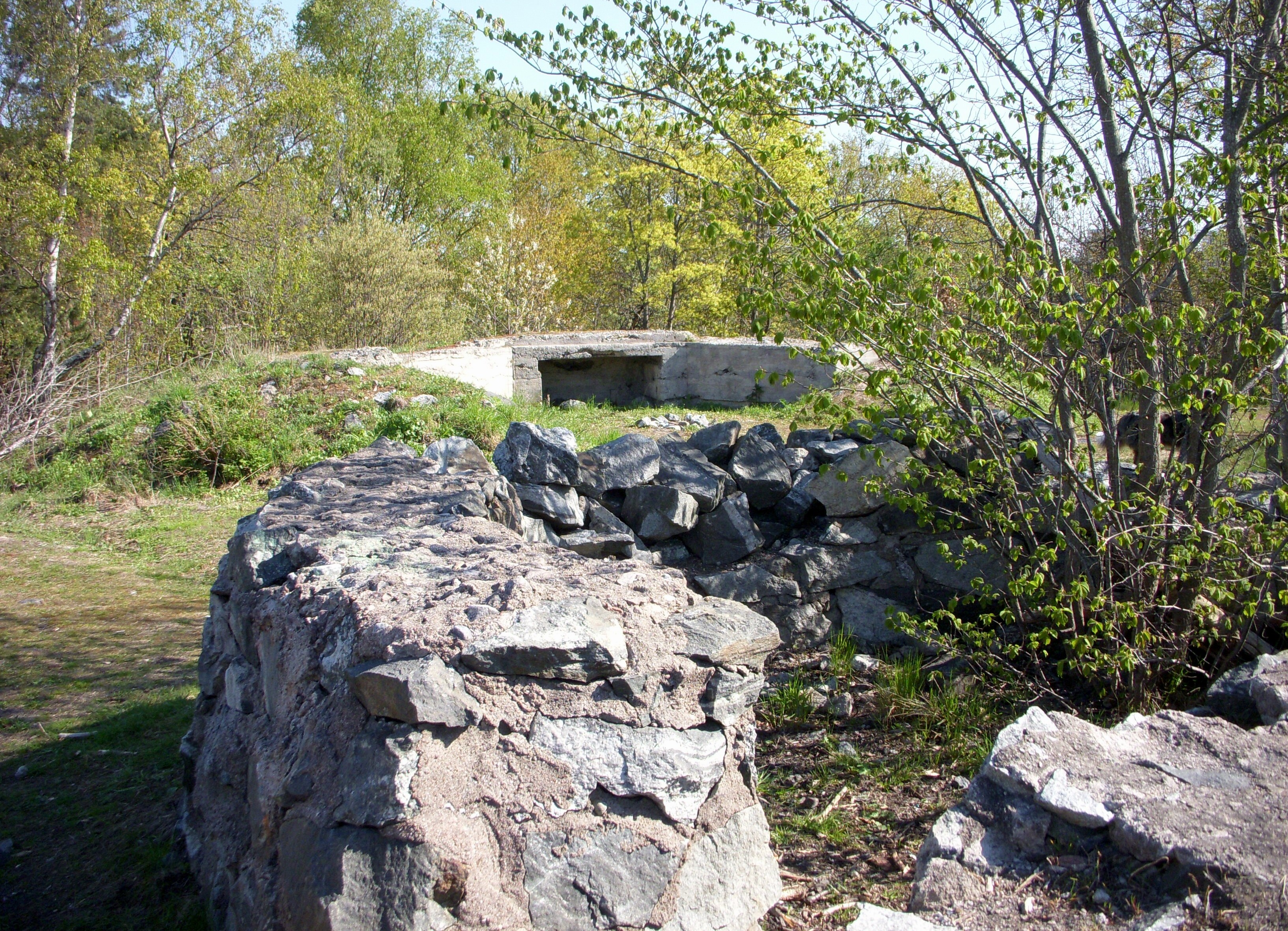
Resterna efter luftvärnsställningen 2011.

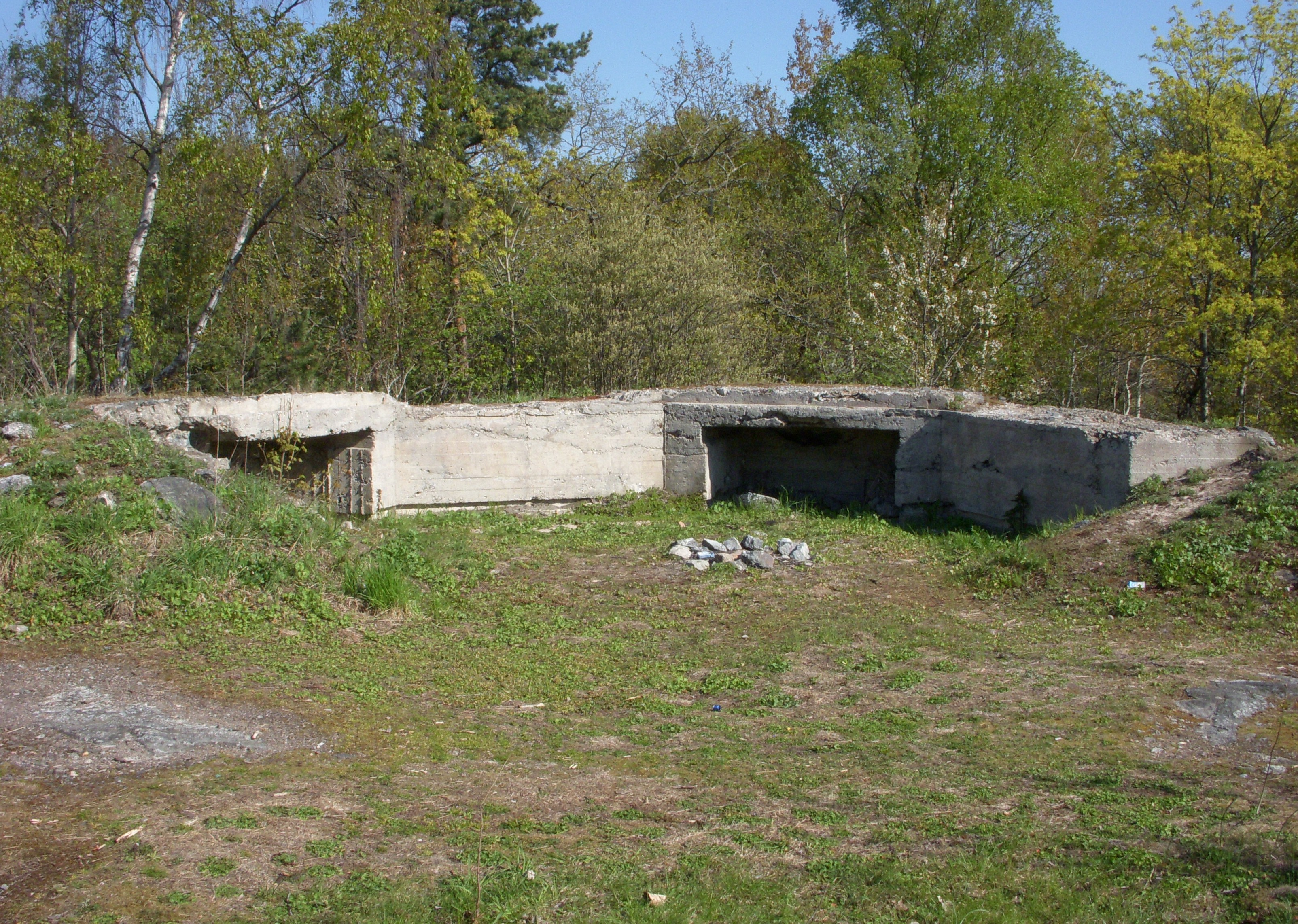
Resterna efter luftvärnsställningen 2011.

Tivolibergets luftvärnsställning var under andra världskriget ett luftvärnsbatteri som var posterat på Tivoliberget i Bergshamra i Solna. Ställningen var en del av försvaret av Stockholm mot fientligt flyg. En vinterdag 1942 sköt ställningen ner ett tyskt kurirplan på väg från Oslo mot Finland. Händelsen tystades ner av den svenska regeringen.

## Luftvärnsställningen
Luftvärnsställningen på Tivoliberget fanns mellan 1939 och 1945. Den bestod av tretton värn, alltså olika betongkonstruktioner till skydd för kanoner, kulsprutor, strålkastare, signalutrustning, befäl och manskap. På Tivoliberget stationerades det 61:e luftvärnsbatteriet tillhörande Östgöta luftvärnsartilleriregementes detachement i Stockholm (A 10S). Varje kanon var bemannad av 20 man. Vid batteriet fanns dessutom befäl, signalister, sjukvårdare, bilförare och ordonnanser. Den totala styrkan utgjordes av 103 man.
Beväpningen bestod av tre 7,5 cm luftvärnskanoner, som kunde beskjuta fientliga flygplan på 5 000 meters avstånd och på 3 000 meters höjd. Kanonen kunde skjuta ca 20 skott i minuten. En projektil vägde 6,5 kg. Förutom de tre kanonerna fanns även en dubbel 8 mm luftvärnskulspruta. Eldberedskapen var två minuter, dag som natt. Av hela denna anläggningen finns idag bara några betongrester efter pjäsplatser och eldledningsplatsen kvar. Området ingår numera i Pipers park.

## Nedskjutningen av kurirplanet
Den svenska regeringen tillät att tyska kurirplan fick flyga mellan Norge och Finland genom svenskt luftrum. På samma sätt tillät regeringen brittisk kurirtrafik med flyg mellan Sverige och Storbritannien.
De tyska kurirplanen följde bestämda rutter och en av dessa passerade strax norr om Brunnsviken och Tivoliberget. En vinterdag 1942 närmade sig kurirplanet helt enligt tidtabell, men flög utanför korridoren, alldeles för nära Stockholm. Felnavigeringar hade förekommit tidigare och från luftvärnsställningen avfyrades därför ett varningsskott. Planet fortsatte dock på den felaktiga kursen och nästa skott från batteriet var skarpt och det blev en fullträff. Manskap och befäl jublade, det tyska planet skadades, vinglade fram och kunde nödlanda på Bromma flygplats. En av piloterna hade skadats svårt och behandlades en tid på Karolinska sjukhuset innan han skickades hem.
Händelsen kunde ha fått allvarliga följder för Sverige med risk att bli indraget i kriget. Incidenten behandlades diskret på diplomatisk väg. Pressen hölls utanför och den svenska regeringen såg till att inget publicerades. En officiell dokumentation om nerskjutningen existerar inte.